# Mr. Monk and the Two Assistants
Mr. Monk and the Two Assistants è il quarto romanzo scritto da Lee Goldberg basato sulla serie televisiva Detective Monk. Il romanzo è stato rilasciato per la prima volta il 3 luglio 2007 in copertina rigida, mentre in versione tascabile il  2 gennaio 2008. Il racconto, come i precedenti, è stato narrato da Natalie Teeger, l'assistente di Adrian. 

## Personaggi
- Adrian Monk: il detective protagonista della serie,innamorato di Natalie interpretato nella serie da Tony Shalhoub
- Natalie Teeger: assistente di Adrian è innamorata di lui  e narratrice del romanza, interpretata nella serie da Traylor Howard
- Leland Stottlemeyer: capitano della polizia di San Francisco, interpretato nella serie da Ted Levine
- Randy Disher, tenente della polizia, assistente di Stottlemeyer, interpretato nella serie da Jason Gray-Stanford
- Charles Kroger, psichiatra che ha in cura Monk, interpretato nella serie da Stanley Kamel
- Sharona Fleming, infermiera ed ex assistente di Monk, interpretata nella serie da Bitty Schram
- Julie Teeger: la figlia adolescente di Natalie, interpretato nella serie da Emmy Clarke
- Benjamin Fleming: il figlio pre-adolescente di Sharona, interpretato nella serie da Max Morrow (stagione 1) e Kane Ritchotte (ep. 1 e stagioni 2-3)
- Trevor Howe: ex marito di Sharona, interpretato nella serie da John Franco Hughes
- Gail Fleming: sorella più giovane di Sharona, attrice di professione, interpretata nella serie da Amy Sedaris